# النيابة العامة (قطر)
النيابة العامة هي هيئة قضائية مستقلة ، تتولى الدعوى العمومية، وتشرف على شؤون الضبط القضائي ، وتطبيق القانون في دولة قطر.

## قانون إنشاء النيابة العامة
أصدر صاحب السمو الشيخ حمد بن خليفة آل ثاني أمير دولة قطر القانون رقم (10) لسنة 2002م بشأن النيابة العامة، وقضى القانون بإنشاء هيئة قضائية مستقلة تسمي النيابة العامة يكون لها موازنة تلحق بالموازنة العامة للدولة، ونص القانون على إلغاء جهاز الادعاء العام، وحلول النيابة العامة محله في جميع اختصاصاته، وقد تضمن القانون بيان لاختصاصات النيابة العامة وصلاحياتها وشروط وضمانات من يتولى وظائفها.
ثم صدرت عدة تعديلات لاحقة على القانون في عام 2005 و عام 2019 م
وفي مايو 2023 أصدر صاحب السمو الشيخ تميم بن حمد آل ثاني أمير دولة قطر القانون رقم (9) لسنة 2023م بإصدار قانون النيابة العامة ، ويأتي القانون الأخير تتويجاً لاستقلال النيابة العامة كهيئة قضائية مستقلة وتطويراً لما سبقه من قوانين ، ستسهم في تأكيد العدالة الناجزة . 

## تعريف النيابة العامة
النيابة العامة هيئة قضائية مستقلة ، تتولى الدعوى العمومية باسم المجتمع، وتشرف على شؤون الضبط القضائي، وتسهر على تطبيق القوانين، وتختص دون غيرها بتحريك الدعوى الجنائية ومباشرتها، ولا تٌحرك من غيرها إلا في الأحوال المبينة في القانون ، وفق المادة 136 من الدستور القطري.

### اختصاصات النيابة العامة
تتولى النيابة العامة ممارسة سلطتي التحقيق والاتهام، ومباشرة الدعوى الجنائية، واتخاذ جميع الإجراءات والتدابير المتعلقة بهما، وفقاً للقانون، ويكون لها بوجه خاص ما يلي: 
1 - التحقيق في الجرائم، ويجوز لها أن تندب مأموري الضبط القضائي للقيام بذلك، ويكون مأمورو الضبط القضائي فيما يتعلق بمباشرة ما يُندبون له من أعمال تابعين للنيابة العامة وخاضعين لإشرافها. 
2 - تحريك الدعوى الجنائية ومباشرتها أمام المحاكم، والطعن في الأحكام التي تصدر فيها، وتنفيذها. 
3 - طلب إشهار إفلاس التجار، وتحقيق وقائع الإفلاس بالتقصير أو التدليس، واتخاذ إجراءات تحريك الدعوى الجنائية فيها، ومباشرتها طبقاً للقانون. 
4 - مباشرة دعاوى الحسبة، التي ينص القانون على اختصاصها بها. 
5 - التحقيق قي طلبات سلب الولاية أو الحد منها أو وقفها أو ردها، وطلبات تثبيت وتعيين الأوصياء، وطلبات الحجر وإثبات الغيبة، وغيرها من الأمور المتعلقة بعديمي الأهلية وناقصيها والغائبين والحمل المستكن. 
6 - الرقابة على الدور المخصصة للأحداث، وعلى المؤسسات العقابية وغيرها من أماكن الحبس، بالتنسيق والتعاون مع الجهات المختصة، وذلك بعمل زيارات دورية ومفاجئة لها، والاطلاع على دفاترها، وأوامر القبض والحبس، وتلقي شكاوى المحبوسين والتحقيق فيها، واتخاذ ما تراه مناسباً بشأنها. 
7 - التصرف في المضبوطات، والإشراف على تحصيل الغرامات، وتلقي الأمانات والودائع والتصرف فيها. 
8 - تلقي طلبات ذوي الشأن بشأن الإيداع في المؤسسات العلاجية النفسية، ومراكز علاج الإدمان، ودور الرعاية الاجتماعية، واتخاذ ما تراه مناسباً بشأنها، بالتنسيق مع الجهات المختصة في الدولة. 
9 - تمثيل الدولة والمشاركة في كافة المؤتمرات والمنتديات المتعلقة بمكافحة الجريمة والتعاون القضائي وجميع الشؤون الداخلة في اختصاصاتها، والتي تعقد داخل الدولة أو خارجها. 
10 - اقتراح مشروعات الأدوات التشريعية ذات الصلة باختصاصاتها. 
11 - الاختصاصات الأخرى التي ينص عليها القانون. 

## درجات وظائف النيابة العامة
يكون ترتيب وظائف أعضاء النيابة العامة كما يلي: 
1 - محام عام أول. 
2 - محام عام. 
3 - رئيس نيابة أول. 
4 - رئيس نيابة. 
5 - وكيل نيابة أول. 
6 - وكيـل نيابة. 
7 - وكيل نيابة مساعد أول. 
8 - وكيل نيابة مساعد. 
9 - مساعد نيابة أول
ويُلحق بالنيابة العامة عدد كاف من مساعدي النيابة، يصدر بتعيينهم قرار من النائب العام. 
ويقضي مساعد النيابة العامة فترة اختبار مدتها سنة، يلتحق خلالها بدورة تأهيلية بمعهد الدراسات الجنائية لمدة ستة أشهر، ويُلحق بقية الفترة بالتدريب في النيابات المختلفة، وفقاً للضوابط التي يُحددها النائب العام.
ويُعد مساعد النيابة مثبتاً في وظيفته بعد انقضاء فترة الاختبار بنجاح، وذلك بموجب تقرير تعده إدارة التفتيش القضائي ويُعتمد من النائب العام، وتُحسب له تلك الفترة ضمن مدة خدمته ، وفي حالة استيفاء مساعد النيابة الشروط المقررة للتعيين في وظيفة مساعد نيابة أول، تكون له الأولوية على غيره في التعيين فيها. 

## إدارة التفتيش القضائي
تُنشأ إدارة للتفتيش القضائي على أعمال أعضاء النيابة العامة، تتبع النائب العام، وتُشكل برئاسة أحد المحامين العامين الأول، ويعاونه عدد كافٍ من المحامين العامين ورؤساء النيابة، يصدر بندبهم قرار من النائب العام لمدة سنة قابلة للتجديد. 
وتختص إدارة التفتيش القضائي بالتفتيش على أعمال أعضاء النيابة العامة ، عدا النائب العام والمحامين العامين الأول. 
كما تختص بفحص وتحقيق الشكاوى التي تُقدم ضد أعضاء النيابة العامة ، وتكون متعلقة بأعمال وظائفهم أو بأمور مسلكية، وإحالة نتائج التحقيق فيها إلى النائب العام لاتخاذ القرار بشأنها

## الــنــيــابــات
1- نيابة التمييز والاستئناف
2- نيابة الجرائم الاقتصادية وغسل الأموال 
3- نيابة تنفيذ الأحكام والشيكات
4- نيابة جرائم أمن الدولة والارهاب
5- نيابة المخدرات
6- نيابة البيئة والبلدية 
7- نيابة الأحداث والأسرة
8- نيابة الصحة
10- نيابة التجارة وشؤون المستهلك
11- نيابة التعاون الدولي
12 - نيابة المرور 
13 - نيابة شؤون الإقامة
14 -النيابات الكلية، وتضم النيابات التالية:
نيابة العاصمة الكلية : 
وتشرف على النيابات الجزئية التالية : 
نيابة شرق العاصمة
نيابة غرب العاصمة
نيابة الجنوب 
نيابة الريان الكلية :
وتشرف على النيابات الجزئية التالية : 
نيابة الريان
نيابة دخان
نيابة الشمال 

## معهد الدراسات الجنائية
يُنشأ معهد يُسمى "معهد الدراسات الجنائية"، يتبع النائب العام مباشرة، ويكون مقره مدينة الدوحة.
ويتولى معهد الدراسات الجنائية تدريب أعضاء النيابة العامة ومساعديهم، وتطوير قدراتهم ومهاراتهم العلمية والعملية. 
وللمعهد في سبيل ممارسة اختصاصاته، القيام بما يلي: 
1 - إعداد وتنفيذ البرامج التدريبية التخصصية لأعضاء النيابة العامة وغيرهم من منتسبي جهات الدولة المختلفة. 
2 - إعداد وتأهيل مساعدي النيابة للعمل القضائي. 
3 - التعاون مع المعاهد المماثلة داخل الدولة وخارجها في كافة المجالات التي تُحقق أهداف المعهد. 
4 - إقامة الندوات واللقاءات العلمية، والمشاركة في الاجتماعات والمؤتمرات والندوات ذات الصلة بأهداف المعهد داخل الدولة وخارجها. 
5 - أي مهام أخرى يعهد إليه بها النائب العام .
ويقوم بالتدريب والتدريس في معهد الدراسات الجنائية أعضاء النيابة العامة الذين يصدر بندبهم قرار من النائب العام كلياً أو بالإضافة إلى أعمالهم، وتسري عليهم، خلال فترة عملهم بالمعهد، سائر الأحكام التي تسري على أعضاء النيابة العامة ، ويجوز أن يتولى التدريب والتدريس في المعهد ذوو الخبرة من المتخصصين، وفقاً للضوابط التي تحددها لائحة تنظيم شؤون عمل المعهد. 

## مؤتمرات نظمتها النيابة العامة
من منطلق الدور الفعال للنيابة العامة على الصعيدين الوطني والدولي، فقد نظمت النيابة العامة عدد من الاجتماعات والمؤتمرات المحلية والإقليمية والدولية ومنها :
1- مؤتمر القمة العالمي الثاني للنواب العموم والمدعين العامين ورؤساء الادعاء 2005م
2- المؤتمر الإقليمي الثاني للعدالة 2008م
3- الاجتماع الثاني لأصحاب المعالي والسعادة النواب العموم والمدعين العامين بدول مجلس التعاون لدول الخليج العربية 2008م
4- مؤتمر الدول الأطراف في اتفاقية الأمم المتحدة لمكافحة الفساد 2009م
5- المنتدى العالمي السادس لمكافحة الفساد وحماية النزاهة 2009م
6- المؤتمر العربي الرابع للنواب العموم والمدعين العامين ورؤوساء هيئات التحقيق والإدعاء العام 2010م
7- مؤتمر النزاهة في القطاع الخاص والتنمية الاقتصادية في دول الخليج 2011م
8- المؤتمر الإقليمي للمحكمة الجنائية الدولية 2011م
9- الاجتماع التاسع لأصحاب المعالي والسعادة النواب العموم والمدعين العامين بدول مجلس التعاون لدول الخليج العربية 2015 م
10 - الاجتماع السادس عشر لأصحاب المعالي والسعادة النواب العموم والمدعين العامين بدول مجلس التعاون لدول الخليج العربية 2024 م